# إميلي ماغيري
إميلي ماغيري (بالإنجليزية: Emily Maguire) هي لاعب هوكي الحقل بريطانية، ولدت في 17 ديسمبر 1987 في غلاسكو في المملكة المتحدة.

## وصلات خارجية
- إميلي ماغيري على موقع اللجنة الأولمبية الدولية (الإنجليزية)
- إميلي ماغيري على موقع أوليمبيديا (الإنجليزية)
- إميلي ماغيري على موقع اللجنة الأولمبية البريطانية (الإنجليزية)
- إميلي ماغيري على موقع اتحاد ألعاب الكومنولث (مؤرشف) (الإنجليزية)